# Shannon Leto
Shannon Carl Leto, nascut el 9 de març del 1970, és un músic i actor procedent dels Estats Units.
Juntament amb la seva mare i el seu germà, Jared Leto, va créixer mudant-se constantment a Louisiana, Colorado, Wyoming, Haití i Virgínia. És conegut per ser una persona molt creativa i amb gran vitalitat. Més enllà dels seus papers d'actor es dedica a la música. Juntament amb el seu germà van fundar el 1998 la banda de rock alternatiu 30 Seconds to Mars, de la qual Tomo Miličević n'és el tercer integrant.

## Filmografia

### Com a actor
- My so called life (Shane, 1994)
- Prefontaine (Bar Patron, 1997)
- Sol Goode (Sol Fan, 2001)
- Highway (Darrow, 2002)

## Discografia
- 30 Seconds To Mars, (conegut com a Selftitled) 27 d'agost del 2002
- A Beautiful Lie, 30 d'agost del 2005
- This is War, el 4 de desembre del 2009